# Anja Hörnich

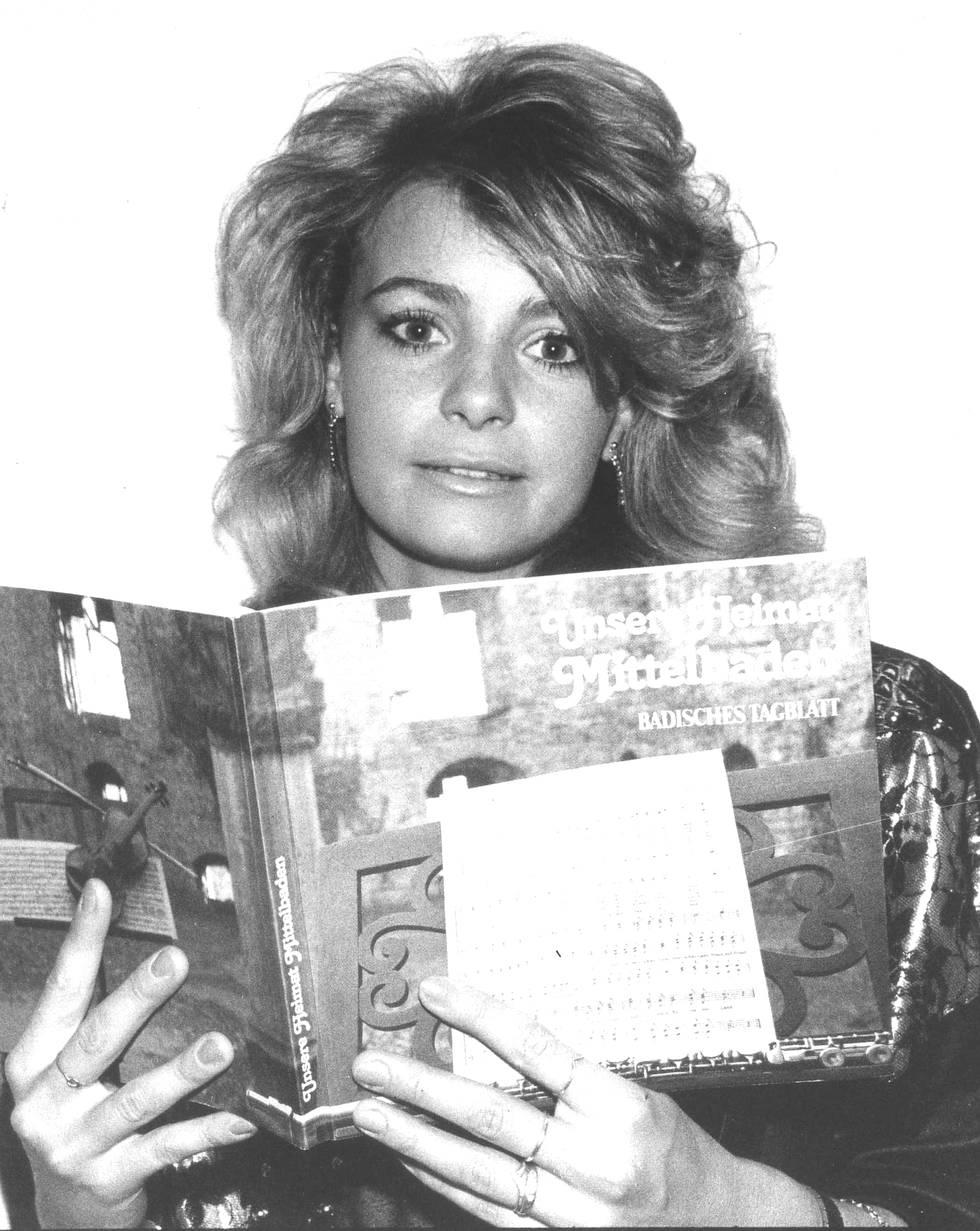
Anja Hörnich bei einer Buchpräsentation im Dezember 1986.

Anja Hörnich (* 12. September 1967 in Püttlingen, Saarland) ist ein ehemaliges deutsches Fotomodell und eine Schönheitskönigin.

## Leben
Anja Hörnich wuchs im Saarland auf, machte dort Abitur und begann eine kaufmännische Ausbildung. Am 12. Dezember 1986 wurde sie im Kongresszentrum von Oberstdorf zur Miss Germany 1986/87 gewählt. Im Juli 1987 wurde sie in Madrid zur Queen of Europe gekrönt.
Später begann sie eine Karriere als freiberufliche Moderatorin und führte durch Programme, Bunte Abende, Galas, Modenschauen, Talk-Shows, Messepräsentationen, Neueröffnungen, Verlosungen und Preisverleihungen.
Anja Hörnich war Gast in verschiedenen Fernsehsendungen wie ZDF-Hitparade, Menschen ’86, Die goldene Stimmgabel, Die verflixte Sieben und Zum Blauen Bock.
Sie war mit dem Schlagersänger Bernd Clüver verheiratet und lebte mit ihm auf Mallorca. Im März 2011 ließen sie sich in Westerstede scheiden. Clüver starb im Juli 2011.